# Törringelunds naturreservat
Törringelunds naturreservat är ett naturreservat i Svedala kommun i Skåne län.
Området är naturskyddat sedan 2020 och är 27 hektar stort. Reservatet ligger nordväst om Törringe och består av en liten kulle med gamla ekar och pelarliknande bokar.